# Абдуллино (Бураевский район)
Абду́ллино (баш. Абдулла) — деревня в Бураевском районе Республики Башкортостан Российской Федерации. Входит в состав Кузбаевского сельсовета.

## География

### Географическое положение
Расстояние до:
- районного центра (Бураево): 20 км,
- центра сельсовета (Кузбаево): 8 км,
- ближайшей ж/д станции (Янаул): 48 км.

## Население
| 2002 | 2009 | 2010 |
| ---- | ---- | ---- |
| 62   | ↘56  | ↗58  |

Согласно переписи 2002 года, преобладающая национальность — башкиры (97 %).